# Flygning över Atlanten
Flygning över Atlanten har sedan ballongfärdernas begynnelse lockat alla piloter.
För att stimulera försöken att korsa Atlanten satte tidningen Daily Mail upp ett pris på 10.000 pund till den brittiske flygare som först korsade Atlanten. När målet var nått instiftade Raymond Orteig Orteigpriset på 25.000 dollar till den första direktflygningen New York-Paris. Det infördes tävlingar för kvinnor, mellan bestämda städer på de båda kontinenterna, jetflygplan, luftballonger, luftskepp och flygplan i olika utföranden.
Det första lyckade försöket genomfördes 16 maj 1919, när amerikanska flottan under ledning av kommendör A.C. Read startade med tre flygbåtar från Newfoundland för att via Azorerna landa i Lissabon. Två av flygbåtarna fick motorproblem strax efter starten och tvingades landa på vattnet där amerikanska patrullbåtar tog hand om besättningen.
17 maj 1919 försökte Harry Hawker och Mackenzie Grieve i det enmotoriga flygplanet Sopwith Atlantic korsa Atlanten från St. John's på Newfoundland med målet att nå London. De båda piloterna tvingades landa på vattnet halvvägs till Irland. Den första lyckade nonstopflygningen genomfördes slutligen 14 - 15 juni 1919 av John Alcock och Arthur Whitten Brown, som flög från Newfoundland till Clifden.

## Tidslinje transatlantiska flygningar
- Första flygningen med mellanlandningar 8 maj - 31 maj 1919.
- Första nonstopflygningen 14 juni - 15 juni 1919.
- Första flygningen över södra Atlanten 30 juni - 17 juni 1922.
- Första nonstopflygningen med luftskepp mellan Europas och Amerikas fastland oktober 1924.
- Första soloflygningen nonstop med flygplan mellan Amerikas och Europas fastland 20 maj - 21 maj 1927.
- Första passagerarflygningen 4 juni - 5 juni 1927.
- Första nonstopflygningen över södra Atlanten 14 oktober - 15 oktober 1927.
- Första nonstopflygningen i västlig riktning över norra Atlanten 12 april - 13 april 1928.
- Första passagerarflygningen med en kvinna 17 juni - 18 juni 1928.
- Första nonstopflygningen i västlig riktning med flygplan mellan Europas och Amerikas fastland 1 september - 2 september 1930.
- Första soloflygningen utförd av en kvinna 20 maj - 21 maj 1932.
- Första soloflygningen i västlig riktning 18 augusti  - 19 augusti 1932.
- Minsta flygplan som korsat Atlanten 7 maj - 8 maj 1933.
- Första soloflygningen jorden runt 15 juli - 22 juli 1933.
- Första jetflygplan som korsar Atlanten 14 juli 1948.
- Första nonstopflygningen med jetflygplan 21 februari 1951.
- Första reguljära passagerarflygningen nonstop 1959.[1]
- Forsta flygningen med luftballong, 1978.[1]
- Första soloflygningen med luftballong, heliumballongen Rosie O'Grady Balloon of Peace 14–18 September 1984.
- Första flygningen med varmluftsballong 1987.[2]

## Flygförsök
- Startdatum - startplats - pilot - flygfarkost - landningsplats - landningsdatum
- 8 maj 1919 - Newfoundland - A.C. Read - Curtiss NC-4 - Lissabon - 31 maj 1919
- 17 maj 1919 - Newfoundland - Harry Hawker, Mackenzie Grieve - Sopwith Atlantic - landade i havet
- 17 maj 1919 - Newfoundland - Raynham, Morgan - Sopwith Atlantic - haveri vid starten
- 17 maj 1919 - Newfoundland - Mark Kerr - Hanley Page
- 14 juni 1919 - Newfoundland - John Alcock, Arthur Whitten Brown - Vickers Vimy IV- Clifden - 15 juni 1919
- juli 1919 - England - George Herbert Scott -  Luftskeppet R 34 genomförde en tur- och returflygning
- 30 mars 1922 - Lissabon - Sacadura Cabral, Gago Coutinho - Fairey IIID - Rio de Janeiro - 17 juni 1922.
- 1924 - två amerikanska flygplan flyger jorden runt från öst till väst
- oktober 1924 - Tyskland - leveransflög Hugo Eckener luftskeppet Los Angeles till New Jersey.
- 22 januari 1926 - Ramón Franco, Julio Ruiz de Alda Miqueleiz - Dornier Do J - 26 januari 1926.
- 21 september 1926 - René Fonck, Lawrence Curtin Charles Clavier, Jacob Islamoff - Sikorsky S 35 - havererade strax efter start
- 26 april 1927 - New York - Noel Davis, Stanton Hall Wooster - Keystone Pathfinder - havererar vid start, båda omkommer
- 8 maj 1927 Le Bourget - Charles Nungesser, François Coli - Levasseur PL 8 - försvinner spårlöst
- 16 april 1927 - New York - Byrd, Bennett, Acosta, Noville - Fokker Trimotor - haveri vid starten
- 20 maj 1927 - New York - Charles Lindberg - Ryan monoplan - Paris - 21 maj 1927 (första soloflygningen)
- 4 juni 1927 - Clarence Chamberlin, Charles Levine - Bellanca - Eisleben Tyskland - 5 juni 1927
- 29 juni 1927 - New York - Richard Byrd, Balchen, Acosta, Noville - Fokker Trimotor - Normandi 1 juli 1927
- 27 augusti 1927 - Newfoundland - William Brock, William F. Schlee - Stinson SM-1 - Croydon England - 28 augusti 1927
- 6 september 1927 - Orchard Beach Maine - James DeWitt Hill, Lloyd Bertaud, Philip Payne - Fokker F-VII-A - Rom - haveri utanför Newfoundland.
- 14 oktober 1927 - Senegal - Dieudonne Costes, Joseph le Brix - Breguet 19 - Brasilien - 15 oktober 1927.
- 12 april 1928 - Baldonell - Hermann Köhl, James Fitzmaurice, Gunther von Hünfeld - Junkers W 33 - nödlandade i St. Lawrence-bukten.
- 15 april 1928 - Point Barrow Alaska - Hubert Wilkins, Carl "Ben" Eielson - Lokheed Vega - Spetsbergen
- 17 juni 1928 - Wilmer Stultz, Louis Gordon Amelia Earhart - Fokker F.VIIb/3m - Burry Port - 18 juni 1928
- 25 juni 1928 - Irland - Frank Courtney - Dornier Wal - landade i havet utanför Newfoundland
- 13 juli 1928 - Paris - Ludwik Idzikowski, Kazimierz Kubala - Amiot 123 - havererar under färden
- 9 juni 1929 - Stockholm -Albin Ahrenberg - tvingades nödlanda på Grönland
- 1930 Paris - Maurice Bellonte - New York
- 25 augusti 1930 - Tyskland - Wolfgang von Gronau - Dornier Wal - New York - 26 augusti 1930
- 3 november 1930 - Friedrichshafen - propagandaflygning med Dornier Do X - New York - 27 augusti 1931
- 1 september 1930 - Paris - Dieudonne Costes, Le Brix - Breguet 19 - Paris - 2 september 1930
- 23 juni 1931 - Long Island - Wiley Post, Harold Gatty - Lockheed Vega - Long Island - 1 juli 1931 (jorden runt)
- 20 maj 1932 - Newfoundland - Amelia Earhart - Lockheed Vega - Londonderry - 21 maj 1932 (soloflygning)
- 18 augusti 1932 - Dublin - Jim Mollison - Havilland Puss Moth - New Brunswick - 19 augusti 1932
- 16 januari 1933 - Senegal - Jean Mermoz - Brasilien - 17 januari 1933 (första nonstopflygningen över södra Atlanten)
- 6 februari 1933 - Senegal - Jim Mollison - Havilland Puss Moth - Brasilien (första soloflygare över södra och norra Atlanten)
- 7 maj 1933 - Senegal - Stanislaw Skarzynski - RWD-5 - Brasilien - 8 maj 1933
- 1 juli 1933 - Orbetello - Italo Balbo - Savoia-Marchetti - Chicago1-5 juli 1933 (konvojflygning med 24 flygplan)
- 15 juli 1933 - Wiley Post - Lockheed Vega - 22 juli 1933 (första soloflygningen jorden runt)
- 15 juli 1933 - New York - Steponas Darius, Stasys Girenas - havererar i Tyskland 17 juli 1933 på vägen till Kaunas
- 1933 - New York - Anne Morrow Lindbergh, Charles Lindbergh - Lockheed Sirius - Stockholm (via nordpolen)
- 29 juni 1934 - Newfoundland - Benjamin och Joseph Adamowicz - Frankrike - 30 juni 1934
- 4 september 1936 - Abingdon - Beryl Markham - Percival Vega Gull - kraschlandade i ett kärr på Cape Bredton Nova Scotia
- 6 oktober 1936 - Floyd Bennet Field - Kurt Björkvall - Bellanca CH 400C - havererade utanför Irland
- 5 juli 1937 - Newfoundland - Harold Gray - Sikorsky S-42 - Irland (första provet med reguljär passagerarflygning)
- 5 juli 1937 - Foynes - Arthur Sydney Wilcockson - Short Empire - Botwood (provflygning för Imperial Airways)
- 16 maj 1939 - Gander - Carl Backman - Monocoupe 90 (flygplan och pilot försvann spårlöst över Atlanten)
- 14 juli 1948 - England - D S Wilson-MacDonald - de Havilland Vampire - Kanada (sex flygplan i förbandsflygning)
- 21 februari 1951 - Aldergrove - A Callard - Canberra B Mk 2 - Gander (första nonstopflygningen med jet)
- 1959 - första reguljära nonstop passagerarflygningar startas av El Al
- 19 maj 1964 - New York - S Englund - Piper PA-28 - Stockholm (första flygning med en PA-28 över Atlanten)
- 1987 - Richard Branson, Per Lindstrand - Luftballong (första flygningen med ballong)